# Ctenus robustus
Ctenus robustus är en spindelart som beskrevs av Tamerlan Thorell 1897. Ctenus robustus ingår i släktet Ctenus och familjen Ctenidae.
Artens utbredningsområde är Myanmar. Inga underarter finns listade i Catalogue of Life.